# 鬼入侵 (1999年電影)
《鬼入侵》（英語：The Haunting）是一部1999年上映的靈異片，主演为連恩·尼遜、凯瑟琳·泽塔-琼斯、莉莉·泰勒、歐文·威爾森。它讲述了由連恩·尼遜扮演的一位心理系教授，帶領數位友人到一座鬼屋進行心理實驗，所發生的許多靈異事件。